# Anya Teixeira

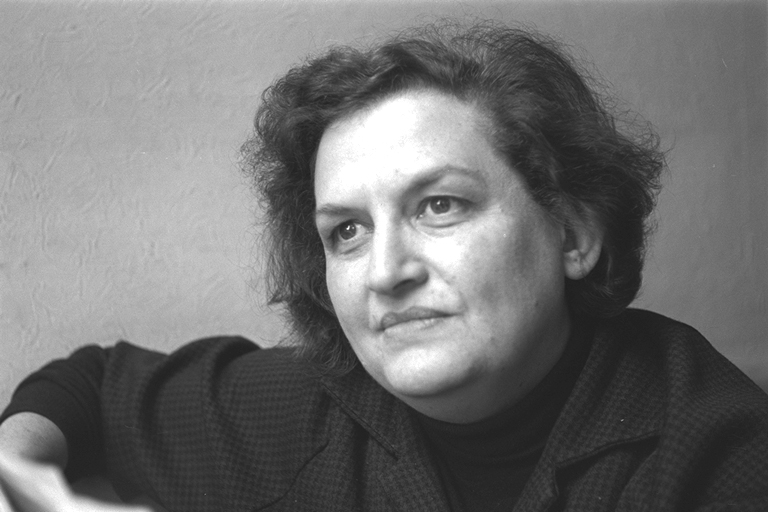
Anya Teixeira 1961

Anya Teixeira (* 1913 in der Ukraine, Russisches Kaiserreich; † 1992 in London, England, Vereinigtes Königreich) war eine britische Fotografin und Fotojournalistin ukrainischer Herkunft.

## Biografie
Teixeiras Familie floh mit Hilfe ihres in New York lebenden Onkels Morris Gest während der russischen Februarrevolution 1917 nach Berlin, wo sie ab 1924 lebte. Aus Deutschland floh die Familie wiederum vor den Nationalsozialisten und erreichte im April 1939 England. Obwohl dort Flüchtlinge grundsätzlich nur als Haushaltshilfen oder Fabrikarbeiter arbeiten durften, gelang es ihr, eine Arbeitserlaubnis für die Ausübung einer Bürotätigkeit zu erlangen; sie arbeitete in mehreren Verwendungen als Sekretärin, bis sie sich 1975 zur Ruhe setzte. Mit ihrem Verdienst unterstützte sie auch die verarmte Maria Worobjowa in ihrem künstlerischen Schaffen.
Teixeiras Interesse an der Fotografie entwickelte sich bis 1960 vom Hobby zur Berufung. Anfang der 1960er-Jahre war sie Mitbegründerin der Londoner Creative Photo Group, die ihre Anerkennung im Buch A Concise History of Photography (London: Thames & Hudson, 1965) der Fotohistoriker Helmut und Alison Gernsheim fand.

## Ausstellungen
- Fotoarbeiten, Congress Centrum Hamburg
- On Stage, Camden Arts Centre, London
- Dancing in the Streets, Camden Arts Centre, London
- World Press Photo, Den Haag
- Photokina (ausgezeichnet mit dem Crystal Obelisk), Köln
- Art for Society, Whitechapel Art Gallery, London
- Midland Art Centre, Birmingham
- The Midland Group, Nottingham
- British Council Travelling Exhibition (Indien, Pakistan, Sri Lanka)
- British Council Theatre Exhibition, Lissabon
- British Council Fringe Theatre Exhibition, Venezuela
- Women’s Images of Men, ICA, London